# Club Atlético Colón
Il Club Atlético Colón, chiamato comunemente Colón de Santa Fe o solo Colón, è una società polisportiva con sede a Santa Fe, in Argentina, e principalmente nota per la sua sezione calcistica, che milita nella Primera B Nacional, la seconda serie del campionato argentino di calcio.
Disputa le sue partite interne presso lo Stadio Brigadier General Estanislao López.

## Storia
Il Colón Foot-ball Club fu fondato il 5 maggio 1905 da un gruppo di amici appassionati di calcio di età compresa tra gli 8 e i 14 anni, che diedero alla squadra il nome di Cristóbal Colón (Cristoforo Colombo), la cui biografia era in quel periodo oggetto di studio di uno dei ragazzi. I giovani, provenienti da famiglie borghesi e famiglie più umili, ma uniti dalla passione per il calcio, erano Ernesto Celli, "el alemán" Adolfo Celli, "el Gringo" Atilio Badalini, Ricardo e Guillermo Cullen Funes, Geadá Montenegro, Pituco Arfiel, Mariano C. Rodríguez, Helvecio Fontana, Juan Adán Leyes, Juan y Antonio Rebecchi e suo cugino Aníbal "Gallo" Rebecchi, Humberto Sosa, i fratelli Alfredo e Roberto Casablanca e Simón Bru. Fu Ricardo Cullen Funes a incaricarsi dell'acquisto delle magliette e delle scarpe da calcio.
Nel 1965 il Colón vinse il primo titolo di Primera B, la seconda divisione del campionato argentino di calcio, ottenendo per la prima volta la promozione in Primera División.
L'esordio in massima serie risale al 6 maggio 1966, contro il Chacarita Juniors; la squadra ottenne il sedicesimo posto nella stagione d'esordio. In seguito alla ristrutturazione del campionato argentino, con l'istituzione di due campionati di massima serie, il Metropolitano e il Nacional, con ingresso al Nacional riservato solo alle squadre meglio piazzate nel Metropolitano, il Colón non ebbe successo, non riuscendo a qualificarsi al Nacional fino al 1968, anche se la squadra ottenne un sesto posto.
Nel Nacional del 1972 si piazzò secondo nel proprio girone. Nel 1975 disputò un buon Metropolitano, chiudendo al sesto posto. Due anni dopo raggiunse il quinto posto nel Metropolitano, anche se poi faticò nel Nacional. Nel 1978 il Colón raggiunse la fase a eliminazione diretta del Nacional, dove fu eliminato ai quarti di finale dall'Independiente.

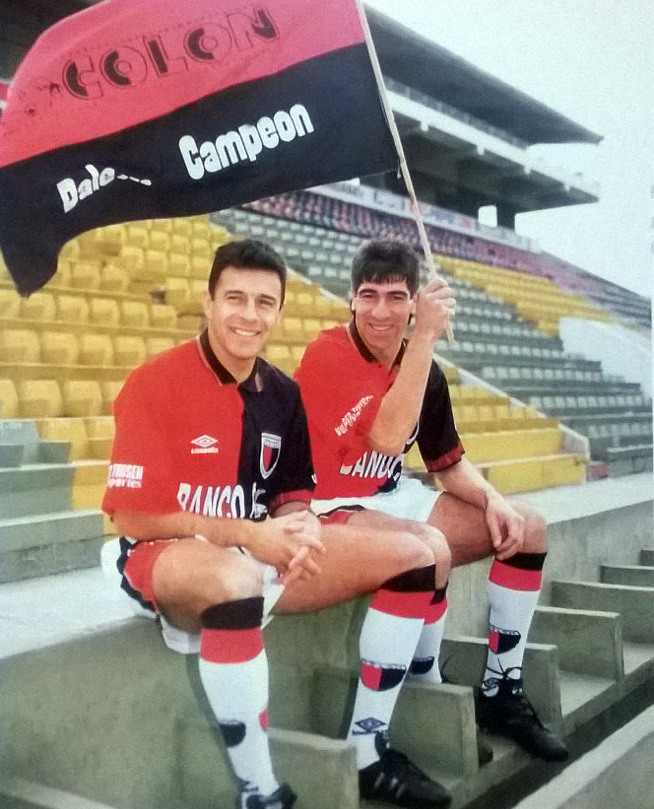
Gabriel Gonzales e Miguel Gambier, pilastri del Colón tornato in massima serie nel 1995.

Nel 1981 il Colón faticò nel Metropolitano, conseguendo solo sei vittorie in stagione e retrocedendo in seconda serie. Il ritorno in Primera División si fece attendere, dato che fu centrato solo alla fine della stagione 1994-1995. In questo quattordicennio la squadra aveva sfiorato più volte la promozione, perdendo nel 1988-1989 i play-off contro gli arcirivali dell'Unión (SF) (3-0 tra andata e ritorno) e nel 1992-1993 i play-off primari contro il Banfield, per poi fallire anche nei play-off secondari.
Dopo alcuni piazzamenti a centro classifica nella seconda metà degli anni '90, il Colón centrò il secondo posto in campionato nel torneo di Clausura 1997 a cinque punti dalla vetta, impresa che resta il miglior piazzamento in massima serie della squadra. Avendo il River Plate vinto quell'anno sia il titolo di Apertura che quello di Clausura, per stabilire la seconda squadra qualificata alla Coppa Libertadores 1998 per l'annata seguente si disputò uno spareggio tra le due compagini giunte seconde nei tornei di Apertura e Clausura. La partita, giocata nel dicembre 1997, vide la vittoria del Colón sull'Independiente per 1-0.
Il Colón esordì nelle coppe internazionali contro l'Universidad de Chile nella Coppa CONMEBOL 1997, competizione in cui raggiunse le semifinali, eliminata dai connazionali del Lanús. L'esordio in Coppa Libertadores risale all'edizione del 1998, nella fase a gironi, contro il River Plate (sconfitta interna per 1-2). In quell'edizione della Libertadores il Colón riuscì a raggiungere la fase a eliminazione diretta, dove eliminò i paraguaiani dell'Olimpia ai tiri di rigore agli ottavi e uscì ai quarti, contro il River Plate, vittorioso per 5-2 tra andata e ritorno.
Nel 2003 il Colón si qualificò per la Coppa Sudamericana, dove eliminò il Vélez Sarsfield e poi si arrese al Boca Juniors.
il 4 giugno 2021 ha conquistato il primo titolo ufficiale della propria storia sconfiggendo il Racing Avellaneda per 3-0 nella finale della Copa de la Liga Profesional.

## Calciatori
Tra i calciatori più importanti che hanno vestito la maglia del Colón si ricordano Pedro Pasculli, Hugo Ibarra, José Pastoriza, Agustín Balbuena, Enzo Trossero, Edgardo Di Meola, Esteban Fuertes, Marcos Díaz, Lucas Alario, Facundo Bertoglio, Gerónimo Poblete, Germán Conti, Gabriel Migliónico.

## Organico

### Rosa
Aggiornata al 17 luglio 2019.
| N. |                      | Ruolo | Calciatore            |
| -- | -------------------- | ----- | --------------------- |
| 1  | Uruguay (bandiera)   | P     | Leonardo Burián       |
| 2  | Argentina (bandiera) | D     | Facundo Sánchez       |
| 4  | Argentina (bandiera) | C     | Tomás Moschión        |
| 6  | Argentina (bandiera) | D     | Emanuel Olivera       |
| 8  | Argentina (bandiera) | C     | Fernando Zuqui        |
| 9  | Argentina (bandiera) | A     | Nicolás Leguizamón    |
| 10 | Argentina (bandiera) | A     | Luis Miguel Rodríguez |
| 11 | Colombia (bandiera)  | C     | Guillermo Celis       |
| 12 | Argentina (bandiera) | A     | Tomás Chancalay       |
| 15 | Argentina (bandiera) | C     | Damián Schmidt        |
| 16 | Argentina (bandiera) | D     | Franco Quiroz         |
| 17 | Argentina (bandiera) | P     | Ignacio Chicco        |
| 19 | Argentina (bandiera) | D     | Alex Vigo             |
| 21 | Argentina (bandiera) | C     | Cristian Ferreira     |

| N. |                      | Ruolo | Calciatore           |
| -- | -------------------- | ----- | -------------------- |
| 22 | Argentina (bandiera) | P     | Joaquín Hass         |
| 23 | Argentina (bandiera) | C     | Christian Bernardi   |
| 24 | Argentina (bandiera) | D     | Guillermo Ortiz      |
| 26 | Argentina (bandiera) | A     | Juan Cruz Zurbriggen |
| 29 | Argentina (bandiera) | C     | Braian Galván        |
| 30 | Argentina (bandiera) | D     | Gabriel Esparza      |
| 31 | Argentina (bandiera) | D     | Gonzalo Escobar      |
| 32 | Argentina (bandiera) | A     | Tomás Sandoval       |
| 34 | Argentina (bandiera) | C     | Mateo Hernández      |
| —  | Argentina (bandiera) | C     | Juan Bauza           |
| —  | Argentina (bandiera) | C     | Rodrigo Aliendro     |
| —  | Argentina (bandiera) | D     | Lucas Acevedo        |
| —  | Argentina (bandiera) | D     | Gastón Díaz          |

### Rosa 2018-2019
| N. |                      | Ruolo | Calciatore            |
| -- | -------------------- | ----- | --------------------- |
| 1  | Uruguay (bandiera)   | P     | Leonardo Burián       |
| 2  | Argentina (bandiera) | D     | Gustavo Toledo        |
| 3  | Argentina (bandiera) | D     | Clemente Rodríguez    |
| 4  | Argentina (bandiera) | C     | Tomás Moschión        |
| 5  | Argentina (bandiera) | C     | Matías Fritzler       |
| 6  | Argentina (bandiera) | D     | Emanuel Olivera       |
| 7  | Uruguay (bandiera)   | C     | Gonzalo Bueno         |
| 8  | Argentina (bandiera) | C     | Fernando Zuqui        |
| 9  | Argentina (bandiera) | A     | Nicolás Leguizamón    |
| 10 | Argentina (bandiera) | A     | Luis Miguel Rodríguez |
| 11 | Colombia (bandiera)  | C     | Guillermo Celis       |
| 12 | Argentina (bandiera) | C     | Tomás Chancalay       |
| 14 | Argentina (bandiera) | C     | Adrián Bastía         |
| 15 | Argentina (bandiera) | D     | Damián Schmidt        |
| 16 | Argentina (bandiera) | C     | Franco Quiroz         |

| N. |                      | Ruolo | Calciatore           |
| -- | -------------------- | ----- | -------------------- |
| 17 | Argentina (bandiera) | P     | Ignacio Chicco       |
| 18 | Argentina (bandiera) | C     | Franco Zuculini      |
| 19 | Argentina (bandiera) | D     | Alex Vigo            |
| 21 | Argentina (bandiera) | C     | Leonardo Heredia     |
| 22 | Argentina (bandiera) | P     | Joaquín Hass         |
| 23 | Argentina (bandiera) | C     | Christian Bernardi   |
| 24 | Argentina (bandiera) | D     | Guillermo Ortiz      |
| 25 | Colombia (bandiera)  | D     | Andrés Cadavid       |
| 27 | Colombia (bandiera)  | A     | Wilson Morelo        |
| 28 | Paraguay (bandiera)  | C     | Marcelo Estigarribia |
| 29 | Argentina (bandiera) | C     | Braian Galván        |
| 30 | Argentina (bandiera) | C     | Gabriel Esparza      |
| 31 | Argentina (bandiera) | D     | Gonzalo Escobar      |
| 32 | Argentina (bandiera) | A     | Tomás Sandoval       |
| 34 | Argentina (bandiera) | C     | Mateo Hernández      |

### Rosa 2017-2018
| N. |                      | Ruolo | Calciatore         |
| -- | -------------------- | ----- | ------------------ |
| 2  | Argentina (bandiera) | D     | Gustavo Toledo     |
| 3  | Argentina (bandiera) | D     | Clemente Rodríguez |
| 4  | Argentina (bandiera) | D     | Lucas Ceballos     |
| 5  | Argentina (bandiera) | C     | Matías Fritzler    |
| 6  | Argentina (bandiera) | D     | Emanuel Olivera    |
| 8  | Argentina (bandiera) | C     | Jonathan Galván    |
| 9  | Argentina (bandiera) | A     | Nicolás Leguizamón |
| 10 | Argentina (bandiera) | C     | Cristian Guanca    |
| 11 | Argentina (bandiera) | A     | Javier Correa      |
| 12 | Uruguay (bandiera)   | A     | Diego Vera         |
| 14 | Argentina (bandiera) | C     | Adrián Bastía      |
| 15 | Argentina (bandiera) | C     | Mariano González   |
| 18 | Argentina (bandiera) | C     | Facundo Silva      |

| N. |                      | Ruolo | Calciatore           |
| -- | -------------------- | ----- | -------------------- |
| 19 | Argentina (bandiera) | P     | Gonzalo Marinelli    |
| 21 | Argentina (bandiera) | C     | Leonardo Heredia     |
| 22 | Ecuador (bandiera)   | P     | Alexander Domínguez  |
| 23 | Argentina (bandiera) | C     | Christian Bernardi   |
| 24 | Argentina (bandiera) | D     | Guillermo Ortiz      |
| 25 | Argentina (bandiera) | C     | Tomás Chancalay      |
| 27 | Argentina (bandiera) | C     | Pablo Ledesma        |
| 28 | Paraguay (bandiera)  | C     | Marcelo Estigarribia |
| 30 | Argentina (bandiera) | D     | Germán Conti         |
| 31 | Argentina (bandiera) | D     | Gonzalo Escobar      |
| 32 | Argentina (bandiera) | A     | Tomás Sandoval       |
| 37 | Argentina (bandiera) | A     | Alan Ruiz            |

### Rosa 2016
| N. |                      | Ruolo | Calciatore         |
| -- | -------------------- | ----- | ------------------ |
| 1  | Argentina (bandiera) | P     | Jorge Broun        |
| 2  | Argentina (bandiera) | D     | Santiago Villafañe |
| 3  | Argentina (bandiera) | D     | Clemente Rodríguez |
| 4  | Argentina (bandiera) | D     | Luis Castillo      |
| 5  | Argentina (bandiera) | C     | Gerónimo Poblete   |
| 7  | Argentina (bandiera) | C     | Diego Lagos        |
| 8  | Argentina (bandiera) | C     | Luis Garnier       |
| 9  | Argentina (bandiera) | A     | Pablo Vegetti      |
| 10 | Argentina (bandiera) | A     | Alan Ruiz          |
| 11 | Argentina (bandiera) | C     | Federico Ruiz      |
| 13 | Argentina (bandiera) | D     | Lucas Landa        |
| 14 | Argentina (bandiera) | D     | Pablo Cuevas       |
| 15 | Argentina (bandiera) | C     | Nicolás Silva      |
| 16 | Argentina (bandiera) | C     | Víctor Figueroa    |
| 17 | Colombia (bandiera)  | C     | Cristian Palomeque |
| 18 | Argentina (bandiera) | C     | Mauricio Sperduti  |

| N. |                      | Ruolo | Calciatore         |
| -- | -------------------- | ----- | ------------------ |
| 19 | Argentina (bandiera) | C     | Adrián Bastía      |
| 21 | Argentina (bandiera) | P     | Andrés Bailo       |
| 22 | Argentina (bandiera) | C     | Franco Mazurek     |
| 23 | Argentina (bandiera) | D     | Cristian Sain      |
| 24 | Argentina (bandiera) | A     | Santiago Biglieri  |
| 27 | Argentina (bandiera) | C     | Pablo Ledesma      |
| 28 | Argentina (bandiera) | C     | Emanuel Casado     |
| 29 | Paraguay (bandiera)  | D     | Ismael Benegas     |
| 30 | Argentina (bandiera) | D     | Germán Conti       |
| 31 | Argentina (bandiera) | D     | Raúl Iberbia       |
| 32 | Argentina (bandiera) | A     | Tomás Sandoval     |
| 33 | Argentina (bandiera) | D     | Osvaldo Barsottini |
| 35 | Argentina (bandiera) | P     | Andrés Mehring     |
| 36 | Argentina (bandiera) | A     | Nicolás Leguizamón |
|    | Uruguay (bandiera)   | D     | Emiliano García    |

## Rose delle stagioni precedenti
- 2012-2013

## Palmarès

### Competizioni nazionali
- Copa de la Liga Profesional: 1

2021
- Primera B Nacional: 1

1965

### Altri piazzamenti
- Campionato argentino:

Secondo posto: Clausura 1997
Terzo posto: Clausura 2000, Apertura 2009
- Copa Argentina:

Semifinalista: 1969
- Trofeo de Campeones de la Liga Profesional:

Finalista: 2021
- Primera B Nacional:

Secondo posto: 1994-1995
Terzo posto: 1988-1989
- Coppa CONMEBOL:

Semifinalista: 1997
- Coppa Sudamericana:

Finalista: 2019